# Profan
Uzasadnienie: Obydwa artykuły dotyczą w dużej mierze pokrywających się tematów.Obie nazwy artykułów mają to samo pochodzenie łacińskie.
Profan (łac. profanus „niedopuszczony do tajemnic religijnych; niewyświęcony”, „złowróżbny” od pro „przed” i fanum „sanktuarium, świątynia”) – ktoś niewtajemniczony, niebędący znawcą, laik, dyletant.
Określenia „profan” lub „światowy” używają wolnomularze na określenie wszystkich, którzy nie są członkami masonerii.